# Почётные граждане Актобе

Деятельностью по утверждению лиц, которые могут получить звание «почётный гражданин Актобе» (каз. «Ақтөбе қаласының құрметті азаматы») занимается маслихат города. Согласно решению № 292 сессии № 27 городского маслихата Актобе от 14 октября 2010 года и в соответствии с Бюджетным Кодексом Республики Казахстан от 4 декабря 2008 года № 95 и статьями 6, 7 Закона Республики Казахстан от 23 января 2001 года № 148 «О местном государственном управлении и самоуправлении в Республике Казахстан», почётным гражданам Актобе с 1 ноября 2010 года предоставляется помощь в виде:
- освобождения от уплаты коммунальных услуг, в том числе за электроэнергию в размере до 150 киловатт в месяц;
- обеспечения санаторно-курортной путевкой один раз в год в места отдыха Республики Казахстан в пределах 50 месячных расчетных показателей, при наличии положительного медицинского заключения[2].

## Список почётных граждан Актобе[2]
1. Айталы, Амангельды Абдрахманович
2. Аймагамбетов, Избаскан Нуратдинович
3. Айтимов Марат Олжабаевич
4. Алишев Куандык Зинешович
5. Алимбетов Сагинтай Нурымбетович
6. Байдосов Закиратдин Байдосович
7. Байжаркинов Борис Нурдаулетович
8. Байжомартов, Укетай Серикбаевич
9. Балябина Мария Харлампиевна
10. Барадулина Татьяна Ивановна
11. Байменова, Куралай Базарбаевна
12. Бекмухамбетов Ануар Кереевич
13. Берикулы Ниетжан
14. Булекбаев Зинулла Елеуович
15. Еламанова Сара Иманбаевна
16. Ержанов Булат Каримович
17. Джанжаркенов Заир Косаевич
18. Дуйсенбаев, Есенбай
19. Жаксыгарина Марзия Жумашевна
20. Изгарин Кадиржан Искендирович
21. Изимбергенов Намаз Изимбергенович
22. Кенбаев Мукаш
23. Кунбаев Токмырза
24. Кузьмина Нина Андреевна
25. Курбанов Александр Константинович
26. Кали Ашим Шарип улы
27. Курманалин Мухтар
28. Маматов Жаксыбай Шуренович
29. Нурлыбаев Абдирахман Нурлыбаевич
30. Оспанова Рауза Зейнулловна
31. Оралбаев Пана Алиевич
32. Пашкевич Александр Александрович
33. Петухов Борис Васильевич
34. Петлюх Петр Степанович
35. Прохоров Сергей Михайлович
36. Сагиндыков Елеусин Наурызбаевич
37. Сатер Амангали Оналбаевич
38. Сегедин Ростислав Александрович
39. Семеновская Галина Борисовна
40. Сулейменов Бахыт Касымович
41. Тампаев Ян Тампаевич
42. Таджибаева Мария Сейт-Ахметовна
43. Тиль, Виктор Вальдемарович
44. Толеубай Кемейдулла
45. Турмагамбетов Петр Туменбаевич
46. Тлеуова Сара Култановна
47. Фоменко Владимир Никифорович
48. Финютин Владимир Иванович
49. Химчук Геннадий Борисович
50. Шингарев Леонид Николаевич
51. Шункеев Куанышбек Шункеевич
52. Щегельский, Глеб Анатольевич
53. Щукин Вячеслав Владимирович
54. Чемоданов Федор Евгеньевич